# Arboretum de Paris
Pour les articles homonymes, voir Breuil.
L’arboretum de Paris,  est situé à Paris (France), dans le bois de Vincennes. Il fait partie des quatre pôles du Jardin botanique de la ville de Paris avec le parc floral de Paris, lui aussi dans le bois de Vincennes, ainsi que le parc de Bagatelle et le jardin des serres d'Auteuil, tous deux dans le bois de Boulogne.

## Historique

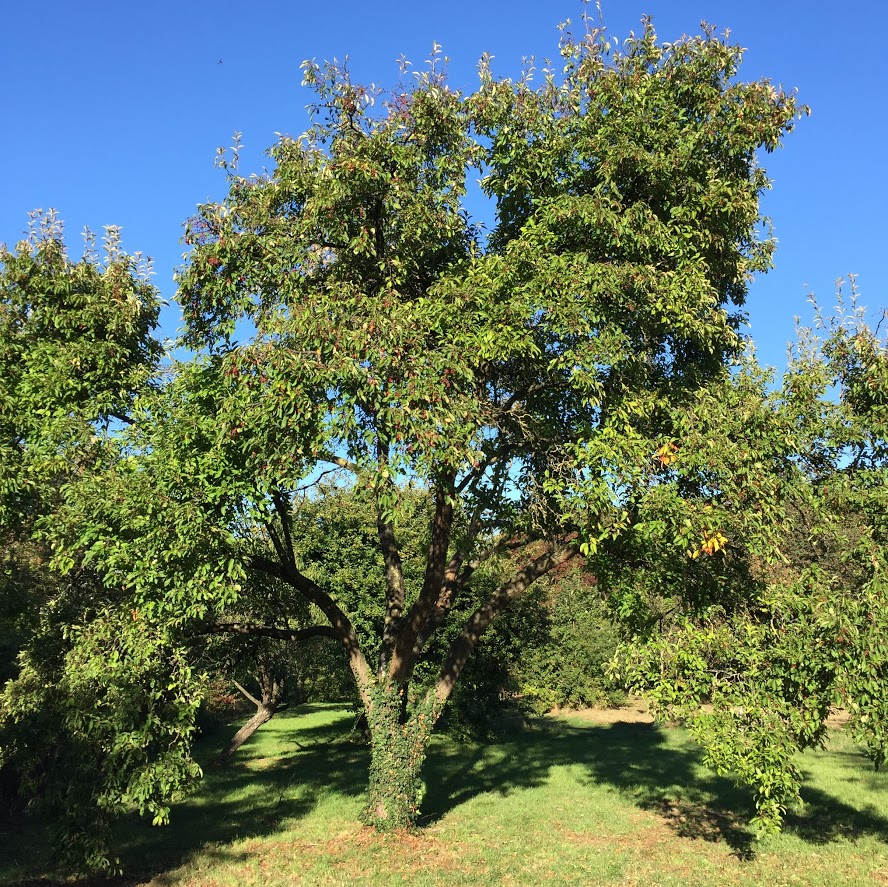
Malus baccata var. manshurica de l'arboretum de Paris.

En 1867, l'École municipale d'arboriculture de Saint-Mandé est créée, près de la porte Daumesnil, sous l'impulsion du préfet Haussmann.
En 1936, l'école est transférée route de la Ferme, dans l'ancienne ferme de la Faisanderie ainsi que sur des terrains attenants (ancien terrain militaire acquis par la ville de Paris en 1936), et baptisée École Du Breuil, du nom de son premier directeur Alphonse Du Breuil. 
Les premières plantations ont lieu en 1939 puis sont suspendues durant la Deuxième Guerre mondiale pour faire place à des plantations vivrières qui faisaient défaut. Elles sont reprises après 1946.

## Description

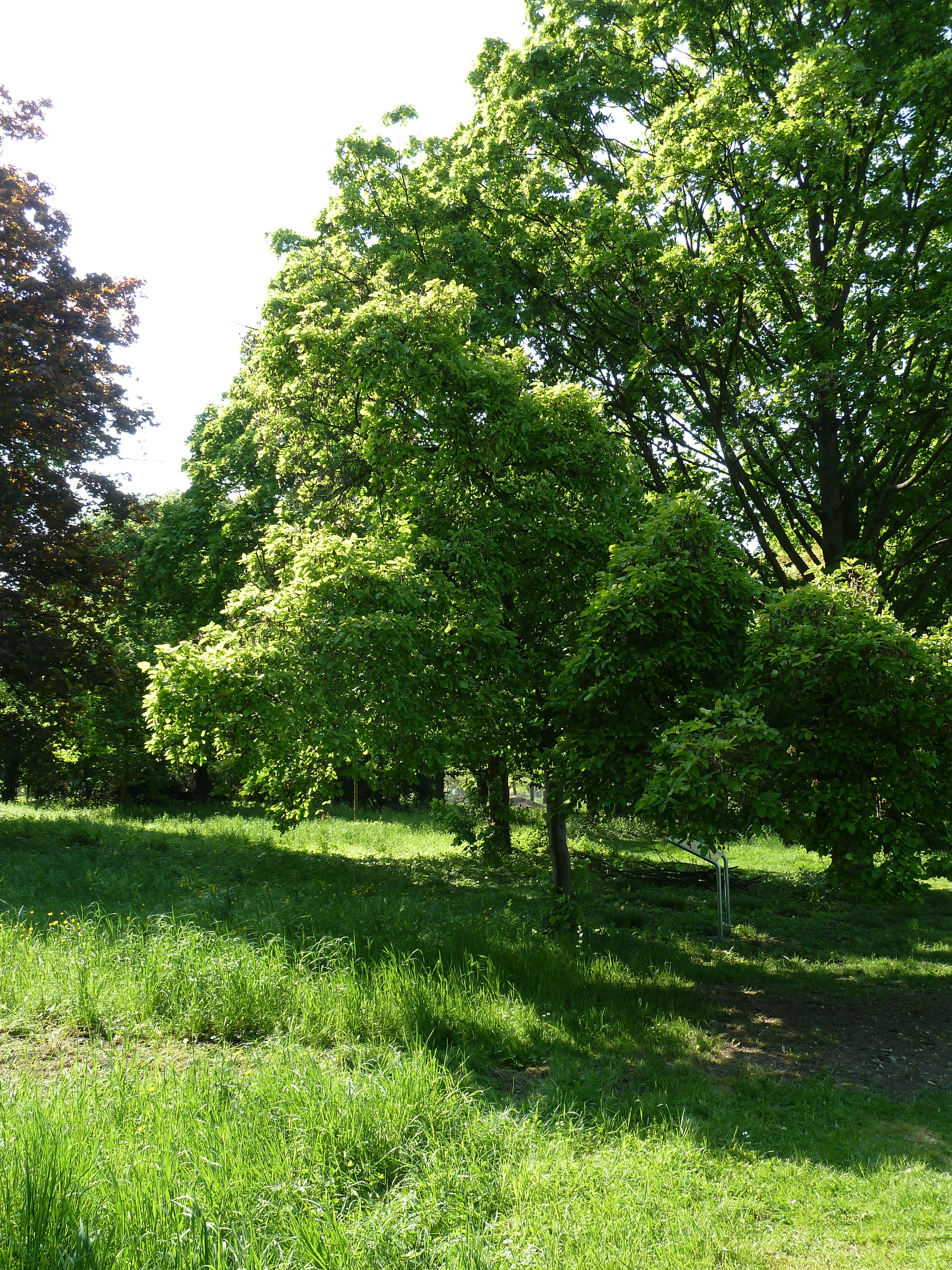
Acer tataricum à l'arboretum de Paris.

D'une surface de 12 hectares, l'arboretum compte aujourd’hui près de 1 400 arbres, appartenant à 112 genres : 485 espèces et 400 cultivars et variétés, soit un total de 885 taxons. Il présente également un espace de démonstration consacré aux haies indigènes.